# Loxilobus manillensis
Loxilobus manillensis är en insektsart som beskrevs av Bruner, L. 1915. Loxilobus manillensis ingår i släktet Loxilobus och familjen torngräshoppor. Inga underarter finns listade i Catalogue of Life.